# Kunstverein Offenbach
Der Kunstverein Offenbach ist ein eingetragener, gemeinnütziger Verein in Offenbach am Main, der 1977 gegründet wurde. Er ist der älteste Kunstverein Hessens und Mitglied des Dachverbandes der Kunstvereine Deutschlands (ADKV). Der Kunstverein wurde vor allem gegründet, um Begegnungsmöglichkeiten zu schaffen zwischen den zahlreichen Kunstschaffenden in der Stadt und der Stadtgesellschaft. Maßgeblich involviert waren damals mehrere Professoren der Hochschule für Gestaltung Offenbach (HfG), das Kulturamt der Stadt sowie Mitglieder des Bundes Offenbacher Künstler (BOK). Daneben wurde 1981 mit dem Aufbau einer Artothek begonnen, einer Sammlung von Arbeiten regionaler Künstler – mit dem Ziel, diese an kunstinteressierte Bürgerinnen und Bürger Offenbachs auszuleihen.

Der Kunstverein Offenbach wurde 2009 neu belebt, nachdem die Aktivitäten für einige Jahre weitgehend geruht hatten. Nach der Wahl des neuen Vorstands zeigte sich der Verein auch wieder bei öffentlichen Veranstaltungen wie dem Offenbacher Fest der Vereine, den Kunstansichten Offenbach, dem Museumsuferfest in Frankfurt am Main sowie dem Regionalparksommer im Wetterpark Offenbach. Besonders bekannt wurde der Verein für seinen monatlich stattfindenden Künstlerstammtisch, bei dem sich Künstlerinnen und Künstler mit Kunstinteressierten treffen, um Ideen austauschen.
Zunehmend organisierte der Verein Ausstellungen von Künstlerinnen und Künstlern aus der Region an unterschiedlichen Stellen der Stadt. Seit September 2014 ist der Kunstverein Offenbach im KOMM-Center am Aliceplatz 11 beheimatet.

## Kunstverein im KOMM-Center
Der Kunstverein Offenbach betreibt inzwischen im Obergeschoss eines beliebten Einkaufszentrums im Herzen der Stadt einen hellen, etwa 280 Quadratmeter großen Ausstellungsraum. Dort finden regelmäßig wechselnde Ausstellungen mit Arbeiten von namhaften Künstlerinnen und Künstlern nicht nur aus der Region, sondern auch aus dem gesamten In- und Ausland statt. Dazu kommen Sonderveranstaltungen, wie Buchvorstellungen, Lesungen, Diskussionen, Filmabende, Kleinkunst, Musik und andere Events.
Jedes Jahr veranstaltet der Verein inklusive anderer Spielorte rund 40 Events, mit zusammen bis zu 25.000 Besuchern – bei freiem Eintritt. Der Vorstand und viele freiwillige Helfer leisten dabei gemeinsam etwa 3.000 Stunden an ehrenamtlicher Arbeit. Dieses Engagement und die Förderung der Kultur in Offenbach würdigte Oberbürgermeister Dr. Felix Schwenke im Jahr 2018 mit der Verleihung des Kulturpreises der Stadt.

## Hohe Künstlerdichte
Die Stadt Offenbach zeichnet sich durch eine ungewöhnlich hohe Dichte von multikulturellen Künstlern aus, nicht zuletzt auch aufgrund der Hochschule für Gestaltung in der Stadt und von Studierenden, die nach ihrem Studium oft bleiben und hier arbeiten. Es gibt zahlreiche Ateliers und Künstlergemeinschaften, wie zum Beispiel den Bund Offenbacher Künstler (BOK), die Zollamt-Studios, die OFFensive OFFenbach, die Ateliergemeinschaften der Bettinastraße und Bleichstraße, der Heynefabrik und viele mehr.

## Artothek
Die 1981 gestartete Sammlung der Artothek umfasst mittlerweile rund 600 Bilder, Grafiken und sonstige Arbeiten. Teile dieser umfangreichen und wertvollen Sammlung stellt der Kunstverein von Zeit zu Zeit aus. Vor allem aber organisiert er den Verleih der Arbeiten an öffentliche Institutionen, Krankenhäuser, Arztpraxen, Kanzleien und andere, aber auch an interessierte Bürgerinnen und Bürger der Stadt.